# 龔全安
龔全安（？—1449年），浙江蘭溪人。明朝政治人物，進士出身。

## 生平
永樂二十二年（1424年），登進士。宣德四年（1429年），擔任行在工科給事中，后升爲都給事中。宣德十年（1435年），改為行在通政司右參議。正統八年（1443年），為通政司左參議，正統十年（1445年），升爲通政司左通政。正統十四年（1449年），隨明英宗北征，在土木之變中殉難，后贈通政使。